# السهق (السياني)

تعديل مصدري - تعديل

السهق هي إحدى قرى عزلة الدامغ بمديرية السياني التابعة لمحافظة إب، بلغ تعداد سكانها 408 نسمة حسب تعداد اليمن لعام 2004.